# آبلاردو ال. رودریگز
آبلاردو ال. رودریگز (انگلیسی: Abelardo L. Rodríguez; زاده ۱۲ مهٔ ۱۸۸۹ – درگذشته ۱۳ فوریهٔ ۱۹۶۷) یک سیاستمدار اهل مکزیک بود. وی از ۴ سپتامبر ۱۹۳۲ تا ۳۰ نوامبر ۱۹۳۴ رئیس‌جمهور مکزیک بود.
رودریگز در ۱۳ فوریه ۱۹۶۷، در سن ۷۷ سالگی در ایالات متحده آمریکا درگذشت.